# Napier-Railton
La Napier-Railton è un'auto da corsa con motore per aerei costruita nel 1933, progettata da Reid Railton su commissione di John Cobb e costruita dalla Thomson & Taylor, azienda che già aveva fabbricato la Campbell-Napier-Railton Blue Bird. È stata guidata da Cobb principalmente sulla pista di Brooklands, dove detiene il record assoluto sul giro (230,84km/h) registrato nel 1935 (rimasto imbattuto dato che Il circuito venne sequestrato dall'esercito durante la seconda guerra mondiale e non fu più riaperto). L'auto monta un motore aeronautico Napier Lion W12 con 3 diversi sistemi di scarico.

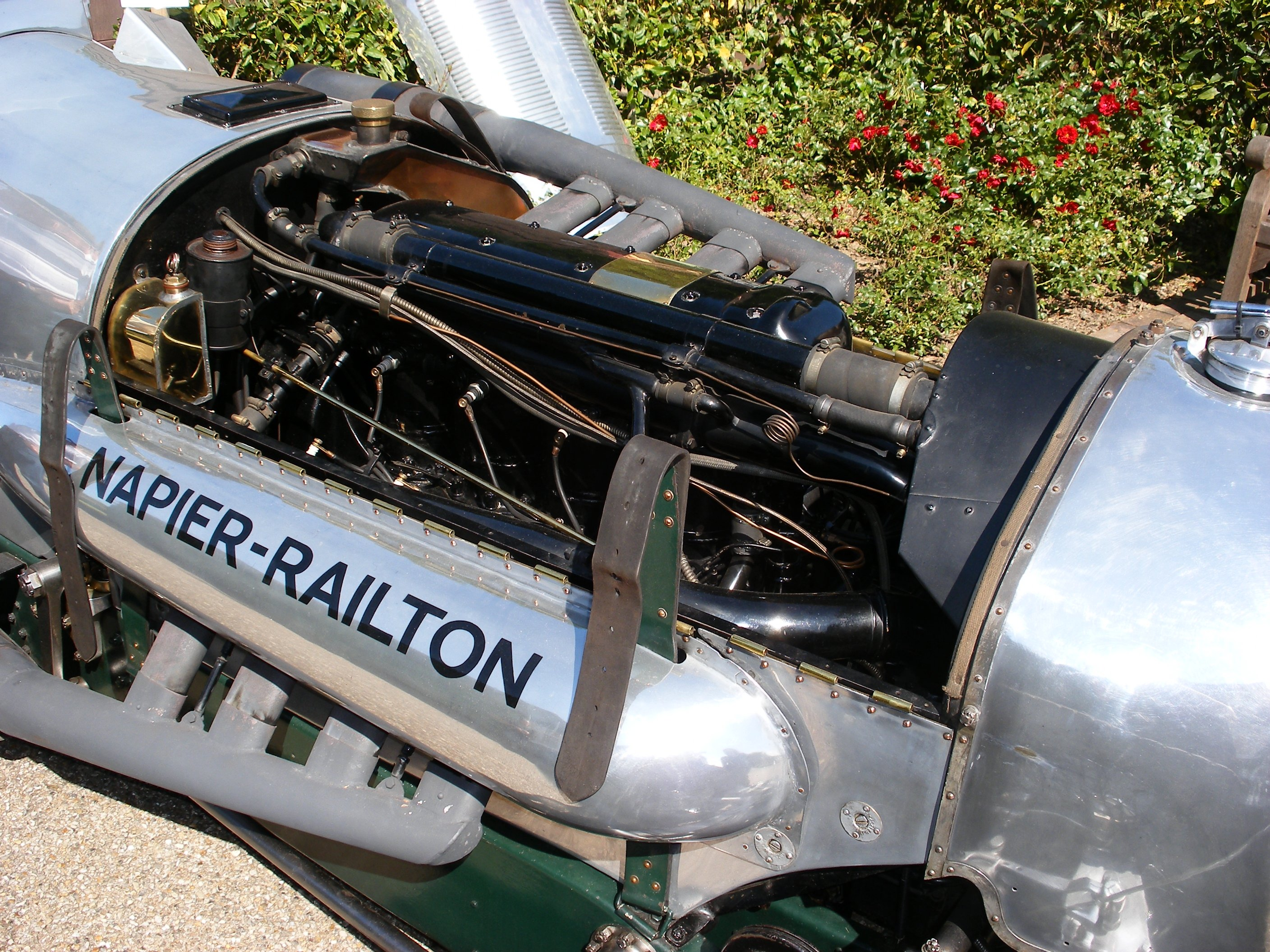
Il motore del Napier Lion

Tra il 1933 e il 1937, la Napier-Railton ha battuto 47 record mondiali di velocità a Brooklands, all'Autodrome de Linas-Montlhéry e al Bonneville Salt Flats, nello Utah. 
L'auto è alimentata dalla versione ad alta compressione (6.1:1) (in dotazione alla RAF) del Napier Lion aspirato, un W12 di 23,944 l di cilindrata che produce una potenza di 580 cavalli a 2585 giri al minuto (registrata a 5000 piedi). I 12 cilindri sono divisi in tre banchi da quattro ciascuno. Il motore possiede caratteristiche tipiche degli aeroplani come la doppia accensione di tipo magneto. La scatola del cambio, non sincronizzata, ha 3 rapporti. Il serbatoio del carburante, situato nella coda dell'auto dietro il conducente, ha una capacità di circa 250 litri. Sebbene capace di raggiungere i 270 km/h l'auto è in grado di frenare solo tramite le ruote posteriori.
L'auto venne acquistata dal Brooklands Museum intorno al 1997 con il sostegno dell'Heritage Lottery Fund del Regno Unito e di altri sostenitori. È mantenuta perfettamente funzionante ed è esposta in uno dei capannoni del museo. L'auto viene guidata regolarmente ed è di solito presente al Goodwood Revival ogni settembre.